# Cadão Volpato
Cadão Volpato (São Paulo, 28 de dezembro de 1956) é um jornalista, músico, escritor, ilustrador e apresentador brasileiro. É formado em Jornalismo pela ECA-USP e em Ciências Sociais pela FFLCH-USP.
Participou do movimento estudantil, foi trotskista e, graças à proximidade com os surrealistas do período, terminou os anos 1970 no interior de um dragão chinês, naquela que foi das mais conhecidas intervenções urbanas da cidade, o Evento Fim de Década, ocorrido na Praça da Sé em dezembro de 1979. 
Encarnou o cineasta Jean-Luc Godard em evento da FAU-USP, criado por artistas argentinos e brasileiros em outra famosa intervenção do período (1981), e foi comparsa da ópera Carmen, de Bizet, no Teatro Municipal de São Paulo (1978).

## Jornalismo
Trabalhou em diversos jornais e revistas do Brasil:
- O Estado de S. Paulo, Caderno 2: de cinema (1991-1992)
- Folha de S. Paulo: editor do caderno de  Turismo (1988)
- Veja: crítico de cinema e repórter na editoria de Artes e Espetáculos (1987-1988); editor de especiais de verão (2002)
- Época: editor de Cultura (1998-2002)
- Trip: diretor de redação de diversas revistas: Gol, Pão de Açúcar, Natura, Audi e Revista Izzo, participando da criação de todas elas (2003-2006)
- Interview: editor (1995-1996)
- Revista SET, de cinema e vídeo: editor (1988-1991/ 1995)
- Capricho: redator-chefe (1997)

Escreve regularmente artigos para Folha de S. Paulo, piauí, Vogue, RG, Bravo!, Jornal Valor Econômico (Caderno EU) e Guia da Folha.

## Literatura
Tem quatro livros de ficção publicados pela editora Iluminuras (1995-2005). Relógio sem sol (2009) foi selecionado pelo Programa Petrobras Cultural.
Seu primeiro romance, Pessoas que passam pelos sonhos, sai em 2012 pela Editora Babel Brasil. Seu livro infantil Meu filho, meu besouro (Cosac Naify, 2011, também ilustrado por ele)  o levou à edição comemorativa de dez anos da Festa Literária Internacional de Paraty (FLIP) também em 2012.
Participou das coletâneas Anos 90: Manuscritos de computador (Boitempo, 1999) e Essa história está diferente (sobre músicas de Chico Buarque, Companhia das Letras, 2010). Escreve para revistas e sites de literatura. Tem um roteiro original de cinema, Cada Árvore da Cidade tem a sua Xerazade.
Em 2024, lançou o romance Abaixo a ditadura (Editora Faria e Silva, 2024), em que explora a memória da Libelu e da militância trotskista no contexto da ditadura militar dentro da USP.

## Televisão
Comandou os programas Metrópolis, da TV Cultura (1991-1994 e novamente em 2010-2012), e Trampolim, da STV (2000-2005) . Apresentou especiais sobre cinema e entrevistas de cultura (Chico Buarque) e esporte (Gabriela Sabatini) para a TV Bravo (1995). Foi locutor na programação da TVA (1991-1992).

## Música
É letrista, cantor e guitarrista. 
Com Thomas Pappon, fundou o Fellini, uma banda cultuada do pós-punk brasileiro, que durou de 1984 a 1990, lançando seis discos: O Adeus de Fellini (85) , Fellini Só Vive Duas Vezes (86), Três Lugares Diferentes (87), Amor Louco (89) e os temporões Amanhã É Tarde (2002) e Você Nem Imagina (2010).
Também criou o Funziona Senza Vapore em 1991, que lançou um disco homônimo dez anos depois (dessas gravações saiu a faixa Criança de Domingo, gravado por Chico Science em seu último disco, Afrociberdelia). E lançou um disco solo em 2005, Tudo Que Eu Quero Dizer Tem que Ser no Ouvido, inteiramente composto e tocado por ele.
Além de Chico Science, suas composições foram gravadas por DJ Dolores e Stela Campos, entre outros. O Fellini foi homenageado na edição de 2003 do Tim Festival, com uma apresentação no palco principal.
Em seu disco de 2016, Tropix, a cantora Céu regravou a música Chico Buarque Song, originalmente do álbum Amor Louco (1989).

## Ilustrações
Seus desenhos foram publicados nos livros Um Balde e Vidró (Massao Ohno Editor), nas revistas Lugar, Homem Vogue, Charlô e em todas as capas dos discos de seus projetos musicais.